# Marrakesz-Tansift-Al-Hauz

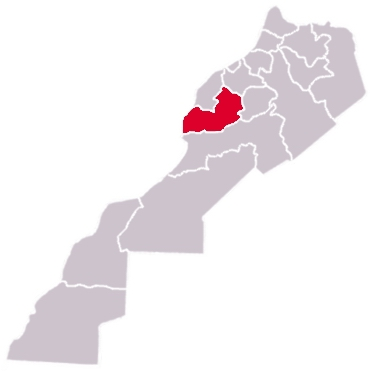
Region na mapie kraju

Marrakesz-Tansift-Al-Hauz (arab. مراكش – تانسيفت – الحوز, fr. Marrakech-Tensift-Al Haouz) – region w Maroku, w centralnej części kraju. Ludność w regionie wynosiła w 2004 roku 3 102 652 mieszkańców na powierzchni 31 160 km². Stolicą regionu jest Marrakesz.
Region składa się z 5 prowincji:
- Al-Hauz
- Sziszawa
- Al-Kalat as-Saraghna
- As-Sawira
- Marrakesz